# ألبرتو فوينتيس مور
ألبرتو فوينتيس مور هو اقتصادي وسياسي غواتيمالي، ولد في 22 نوفمبر 1927 في كويتزالتنانغو في غواتيمالا، وتوفي في 25 يناير 1979 في مدينة غواتيمالا في غواتيمالا.